# Hiromi Igarashi
Hiromi Igarashi (五十嵐裕美, Igarashi Hiromi), née le 13 décembre 1986 à Sapporo l'île de Hokkaidō, est une seiyū japonaise.

## Filmographie
| Anime                        | Anime                                                                    | Anime                                               | Anime                                                 |
| Année                        | Titre                                                                    | Rôle                                                | Notes                                                 |
| ---------------------------- | ------------------------------------------------------------------------ | --------------------------------------------------- | ----------------------------------------------------- |
| 2008                         | Ayakashi                                                                 | Enfant                                              | Épisode 9                                             |
| 2008                         | Nijū Mensō no Musume                                                     | Spectateur                                          | Épisode 5                                             |
| 2009                         | Kanamemo                                                                 | Petite amie, enfant                                 | Épisode 12, épisode 7                                 |
| 2009                         | Nogizaka Haruka no Himitsu: Purezza                                      | Koayu Nagikawa                                      |                                                       |
| 2009                         | Yu-Gi-Oh! 5D's                                                           | West                                                | Épisode 86                                            |
| 2009                         | Yoku Wakaru Gendai Mahō                                                  | Enfant A                                            | Épisode 1                                             |
| 2010                         | Otome Dori                                                               | Rinko                                               | OVAs                                                  |
| 2010                         | Kaichō wa Maid-sama                                                      | Aoi Hyōdō                                           |                                                       |
| 2010                         | Kuragehime                                                               | Garçon                                              | Épisode 7                                             |
| 2010                         | Jewelpet Tinkle☆                                                         | Alex                                                |                                                       |
| 2010                         | Baka to Test to Shōkanjū                                                 | Yūka Koyama                                         |                                                       |
| 2010                         | Hanamaru Yōchien                                                         | Yuu, Aoi, Itsuki                                    |                                                       |
| 2010                         | Fortune Arterial: Akai Yakusoku                                          | Étudiante                                           | Épisode 1                                             |
| 2010                         | Ladies versus Butlers!                                                   | Étudiante                                           | Épisode 11                                            |
| 2011                         | Oniichan no koto nanka zenzen suki janain dakara ne!!                    | Shūsuke Takanachi (jeune)                           |                                                       |
| 2011                         | Jewelpet Sunshine                                                        | Alex                                                |                                                       |
| 2011                         | Baka to Test to Shōkanjū Ni!                                             | Yūka Koyama                                         |                                                       |
| 2011                         | Bakugan: Gundalian Invaders                                              | Lewin                                               |                                                       |
| 2011                         | Fate/Zero                                                                | Enfant                                              | Épisode 10                                            |
| 2011                         | Blade                                                                    | Alice                                               |                                                       |
| 2011                         | Yumekui Merry                                                            | Masaru                                              | Épisode 7                                             |
| 2012                         | Another                                                                  | Misaki Fujioka                                      | Épisode 0 (OVA)                                       |
| 2012                         | Kuromajo-san ga Tōru!!                                                   | Sayaka Suzukaze                                     |                                                       |
| 2012                         | Jewelpet KiraDeco—!                                                      | Alex                                                |                                                       |
| 2012                         | Shirokuma Café                                                           | Masaki                                              |                                                       |
| 2012                         | Zoobles!                                                                 | Blacky, Peel, Mel, Randy, Lily                      |                                                       |
| 2012                         | Sengoku Collection                                                       | Enfant                                              | Épisode 6                                             |
| 2012                         | Tanken Driland                                                           | Leo (jeune)                                         |                                                       |
| 2012                         | Natsuiro Kiseki                                                          | Joueur de l'équipe de tennis A                      |                                                       |
| 2012                         | Battle Spirits: Heroes                                                   | Enfant B                                            | Épisode 36                                            |
| 2012                         | Papa no Iukoto o Kikinasai!                                              | Hina Takanashi                                      |                                                       |
| 2012                         | Black Rock Shooter                                                       | Petite amie A, étudiante A, étudiante B, écolière A | Épisode 7, épisode 5, épisode 1, épisode 4, épisode 6 |
| 2012                         | Pokémon, la série (Cycle 4)                                              | Michael                                             | Épisode 103                                           |
| 2013                         | Amnesia                                                                  | Orion                                               |                                                       |
| 2013                         | Inu to Hasami wa Tsukaiyō                                                | Yayoi Honda                                         |                                                       |
| 2013                         | Ore no Nōnai Sentakushi ga, Gakuen Love Come o Zenryoku de Jama Shiteiru | Seira Kokubyakuin                                   |                                                       |
| 2013                         | Karneval                                                                 | Hitsuji, Usagi                                      |                                                       |
| 2013                         | Tamako Market                                                            | Tetsuya                                             | Épisode 4                                             |
| 2013                         | Angel's Drop                                                             | Un                                                  |                                                       |
| 2013                         | Mondaiji-tachi ga Isekai Kara Kuru Sō Desu yo?                           | Jin Rassel                                          |                                                       |
| 2014                         | Amagi Brilliant Park                                                     | Eiko Adachi                                         |                                                       |
| 2014                         | Ore, Twintail ni Narimasu                                                | Miharu Mitsuka                                      |                                                       |
| 2014                         | Girl Friend Beta                                                         | Sumire Yomogida                                     |                                                       |
| 2014                         | Sakura Trick                                                             | Shizuku Minami                                      |                                                       |
| 2014                         | Sidonia no Kishi                                                         | Hinata Momose                                       |                                                       |
| 2014                         | Nō-Rin                                                                   | Akina Nakazawa                                      |                                                       |
| 2014                         | Haikyū!!                                                                 | Enfant du club de tennis                            | Épisode 5                                             |
| 2014                         | Rail Wars! Nihon Kokuyū Tetsudō Kōantai                                  | Mari Sasshō                                         |                                                       |
| 2015                         | The Idolmaster Cinderella Girls                                          | Anzu Futaba                                         |                                                       |
| 2015                         | Durarara!!x2 Ten                                                         | Mikage Sharaku                                      |                                                       |
| 2015                         | Log Horizon 2                                                            | Copella                                             |                                                       |
| 2015                         | Overlord                                                                 | Yuri Alpha                                          |                                                       |
| 2015                         | Show By Rock!!                                                           | Holmy                                               |                                                       |
| 2015                         | Rolling Girls                                                            | Himeko Uotora                                       |                                                       |
| 2015                         | The Idolmaster Cinderella Girls 2nd Season                               | Anzu Futaba                                         |                                                       |
| 2016                         | Long Riders!                                                             | Aoi Niigaki                                         |                                                       |
| 2016                         | Kiitarō Shōnen no Yōkai Enikki                                           | Kiitarō                                             |                                                       |
| 2016                         | Mayoiga                                                                  | Lion                                                |                                                       |
| 2017                         | Piace: Watashi no Italian                                                | Sara Teiri                                          |                                                       |
| 2019                         | Mini Toji                                                                | Kofuki Shichinosato                                 |                                                       |
| 2020                         | Maesetsu!                                                                | Rin Shinya                                          |                                                       |
| Jeux video                   |                                                                          |                                                     |                                                       |
| Année                        | Titre                                                                    | Rôles                                               | Notes                                                 |
|                              | Azur Lane                                                                | HMS Glowworm                                        |                                                       |
| Amnesia                      | Orion                                                                    |                                                     |                                                       |
| Corpse Party                 | Yuki Kanno et Nana Ogasawara                                             |                                                     |                                                       |
| Deardrops                    | Tamano Rimu                                                              |                                                     |                                                       |
| Fire Emblem: Awakening       | Maribelle                                                                |                                                     |                                                       |
| Fire Emblem Heroes           | Maribelle                                                                |                                                     |                                                       |
| Idol Chronicle               | Yuria Matsudaira                                                         |                                                     |                                                       |
| Guilty Gear Xrd -REVELATOR-  | Jack-O                                                                   |                                                     |                                                       |
| Senran Kagura Shinovi Versus | Minori                                                                   |                                                     |                                                       |
| Street Fighter V             | R. Mika                                                                  |                                                     |                                                       |
| Tales of Xillia 2            | Maki                                                                     |                                                     |                                                       |
| Tales of Zestiria            | Simon                                                                    |                                                     |                                                       |
| Tatsunoko vs. Capcom         | Roll                                                                     |                                                     |                                                       |
| Yoru no Nai Kuni             | Lyuritis                                                                 |                                                     |                                                       |
| 2021                         | Muse Dash                                                                | Reimu Hakurei                                       |                                                       |
| Doublage                     |                                                                          |                                                     |                                                       |
| Année                        | Titre                                                                    | Rôle                                                | Acteur original                                       |
| 2015                         | The Diary of a Teenage Girl                                              | Minnie Goetze                                       | Bel Powley                                            |